# Schiaparelli
A Maison Schiaparelli é uma casa de alta costura criada pela estilista italiana de vanguarda Elsa Schiaparelli em 1927,  e caminhando para o prêt-à-porter de luxo após ser comprada em 2007 por Diego Della Valle.
A casa é famosa por sua moda excêntrica, o uso do surrealismo em suas coleções, seu senso de humor, a cor rosa-chocante, o cruzamento de gêneros e uso de representações de anatomia humana, entre outros temas não convencionais.
O estilo da casa foi descrito como "hard chic". A empresa está localizada no número 21 da Place Vendôme em Paris, França.
O atual diretor criativo é Daniel Roseberry desde 2019.

## Sob Elsa Schiaparelli (1927-1954)

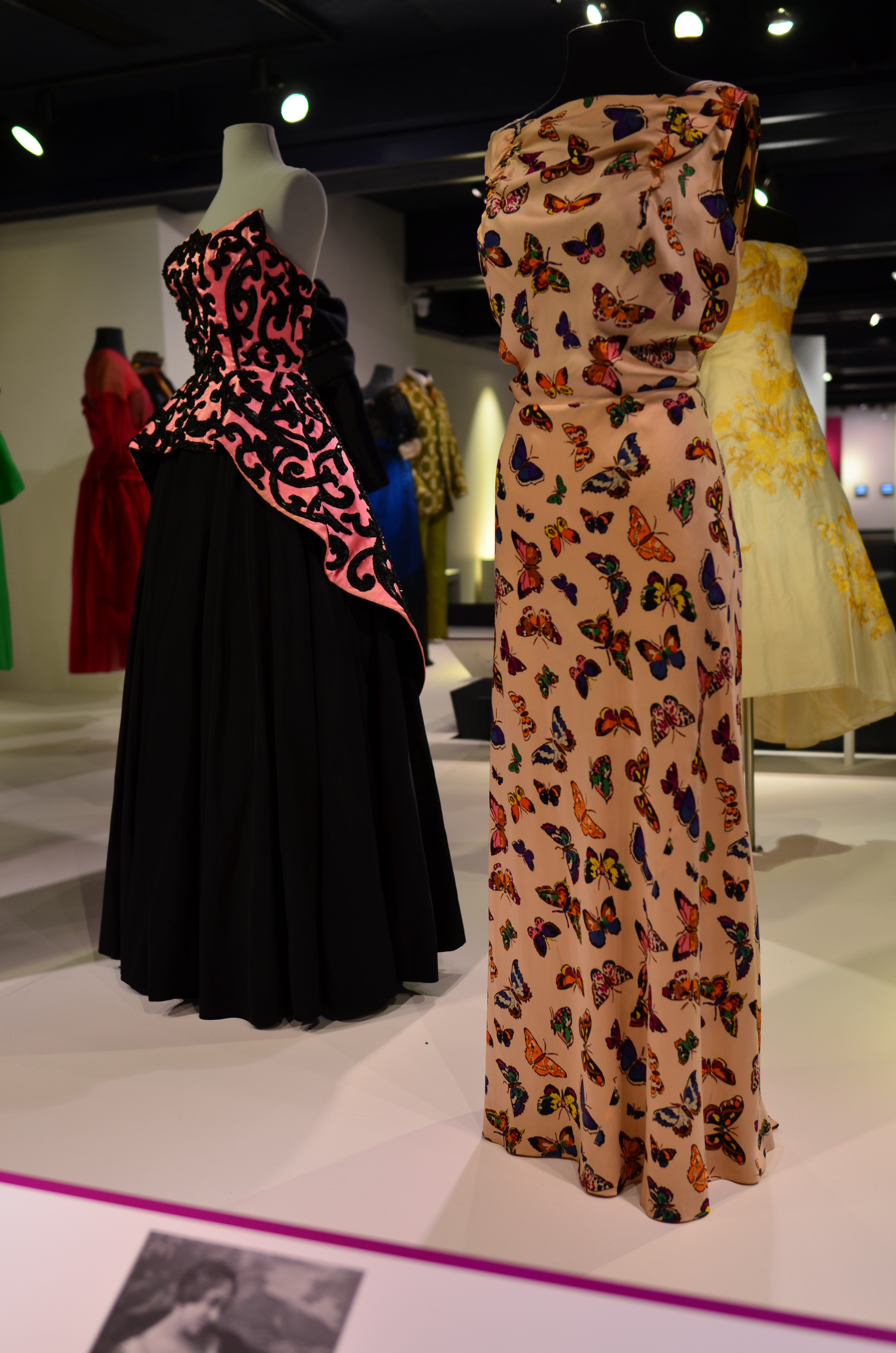
Dois vestidos de noite Schiaparelli. O vestido esquerdo, de 1951, apresenta a cor característica de Schiaparelli, o rosa-choque. O vestido esquerdo, com estampa de borboleta, é de 1937.

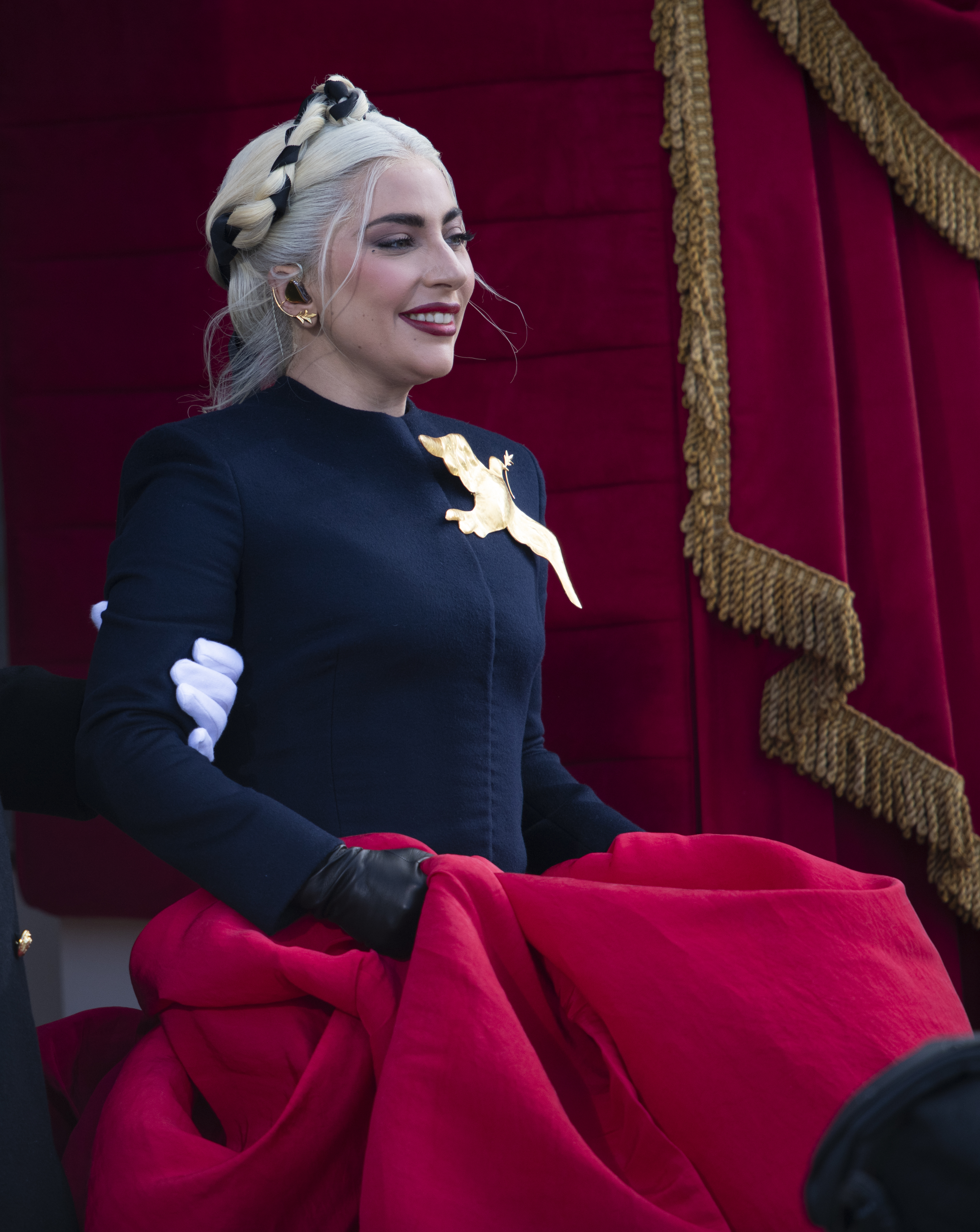
Lady Gaga usando um vestido de baile Schiaparelli decorado com um grande broche de pomba para a posse de Joe Biden em 2021, onde ela cantou o hino nacional estadunidense.

Elsa Schiaparelli abriu um atelier em Paris em 1927. Seus primeiros designs eram relativamente conservadores, com foco em malhas. Seu negócio cresceu ao longo do tempo, empregando 400 funcionários em 1932. Já como uma colaboradora de longa data de Man Ray, Schiaparelli iniciou novas colaborações com artistas do movimento surrealista em meados da década de 1930, incluindo Salvador Dalí, Jean Cocteau e Leonor Fini. Durante esse período, ela desenvolveu o que se tornaria sua estética peculiar e surrealista. Após a Segunda Guerra Mundial, a estrela de Schiaparelli esmaeceu, superada por novos estilistas de alta costura, como Christian Dior. Em 1954, a casa declarou falência. Elsa Schiaparelli criou uma nova empresa em 1957 para vender seus perfumes, que é a empresa atual de hoje.  Ela também continuou divulgando os perfumes e dando palestras. 
Diego Della Valle, presidente do Tod's Group, comprou a empresa de perfumes Schiaparelli e os direitos da marca Schiaparelli em 2007.  Diego Della Valle contratou o designer Christian Lacroix para criar uma coleção para a casa em 2013, mas não se concretizou. Valle posteriormente contratou o designer Marco Zanini como diretor criativo. Em 2014, a casa apresentou sua primeira coleção de roupas desde 1954 sob a direção de Zanini, e restabeleceu sua boutique na 21 Place Vendôme, no primeiro andar do prédio que Elsa Schiaparelli comprou de Louise Chéruit em 1935. Zanini deixou o cargo em novembro de 2014, após ter criado duas coleções de alta costura para a casa. Em abril de 2015, Bertrand Guyon foi nomeado o novo diretor criativo da marca,  e apresentou sua primeira coleção em julho. Em abril de 2019, foi anunciado que Guyon seria sucedido pelo estilista nascido no Texas, Daniel Roseberry, o primeiro americano a chefiar uma casa de alta costura francesa. Enquanto as coleções de Guyon eram notadas por frequentes alusões aos designs clássicos de Schiaparelli (como o vestido lagosta ),  Roseberry afirmou que pretendia evitar tais referências literais, baseando-se no "espírito" de Elsa Schiaparelli. 

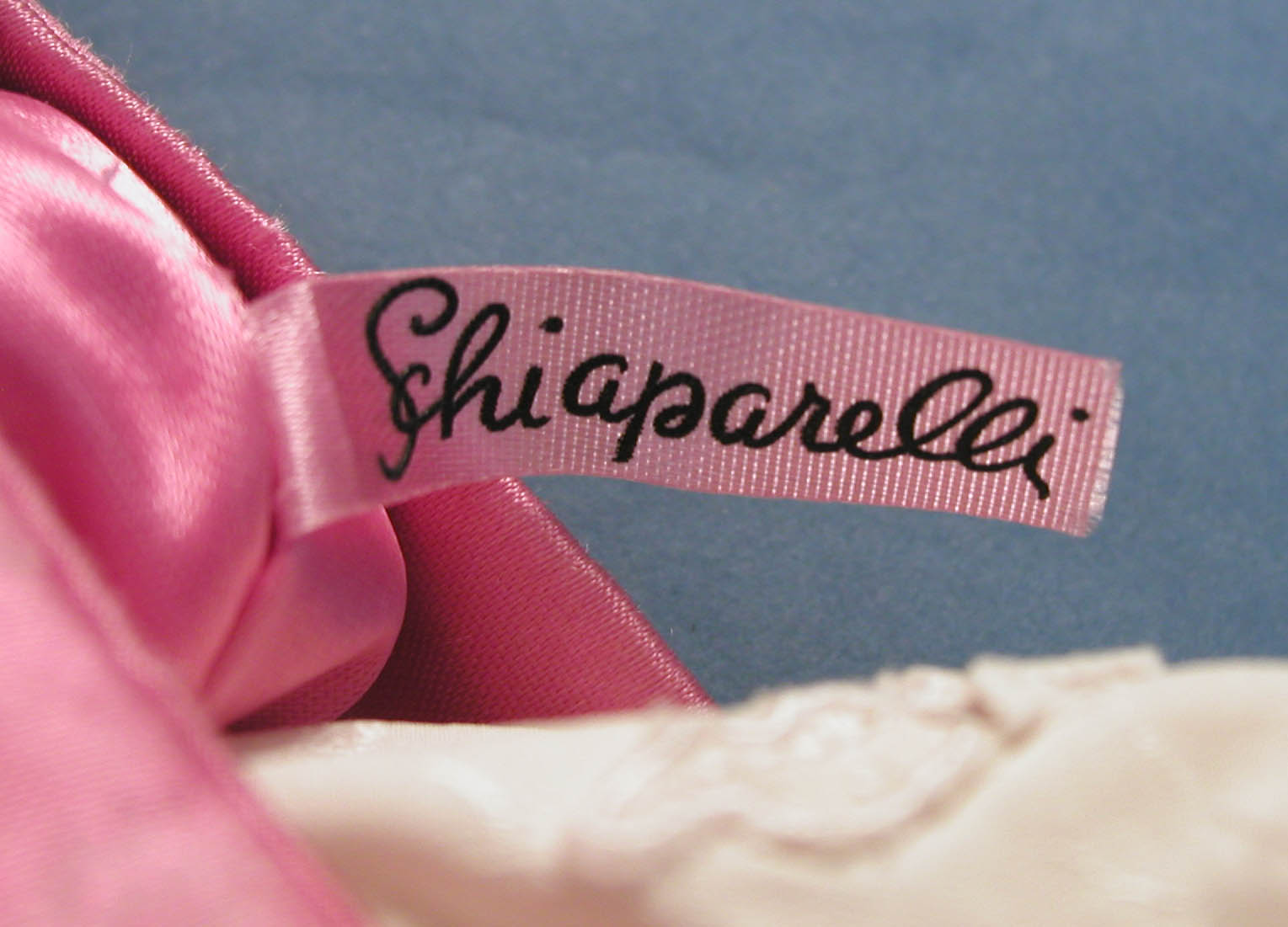
Uma etiqueta de um design vintage Schiaparelli, usando a assinatura de Elsa Schiaparelli em rosa-choque.

A casa foi aceita na Câmara Sindical de Alta-costura francesa em 2017, tornando-se uma das 15 casas de moda legalmente autorizadas a usar a designação "alta costura". Já havia sido aceito como "membro convidado" em 2013. 
Sob Elsa Schiaparelli, a casa era conhecida por seu estilo avant-garde e surrealista. Após reabertura das casas, seus designers continuaram a prestar homenagem a essas características, bem como à marca registrada do rosa choque de Schiaparelli e designs icônicos, como seu vestido lagosta.
Sob Daniel Roseberry, Schiaparelli produziu uma série de roupas de celebridades de alto nível. Em dezembro de 2020, Kim Kardashian postou imagens no Instagram dela mesma usando um corpete verde com músculos abdominais proeminentemente esculpidos e grandes brincos pretos e dourados, todos desenhados por Schiaparelli. Desenhos semelhantes com músculos esculpidos exagerados logo apareceram na coleção de alta costura primavera 2021 da casa, que foi exibida em janeiro de 2021. Em janeiro, a cantora Lady Gaga usou um vestido de baile Schiaparelli decorado com uma pomba dourada da paz para a posse de Joe Biden, onde interpretou o hino nacional dos Estados Unidos.  O New York Times e o Harper's Bazaar elogiaram Schiaparelli como uma estrela no 63º Grammy Awards, no qual vestiram Beyoncé e Noah Cyrus.

## Diretores criativos
| Início | Designer          |
| ------ | ----------------- |
| 2013   | Christian Lacroix |
| 2013   | Marco Zanini      |
| 2015   | Bertrand Guyon    |
| 2019   | Daniel Roseberry  |